# Soldado de juguete

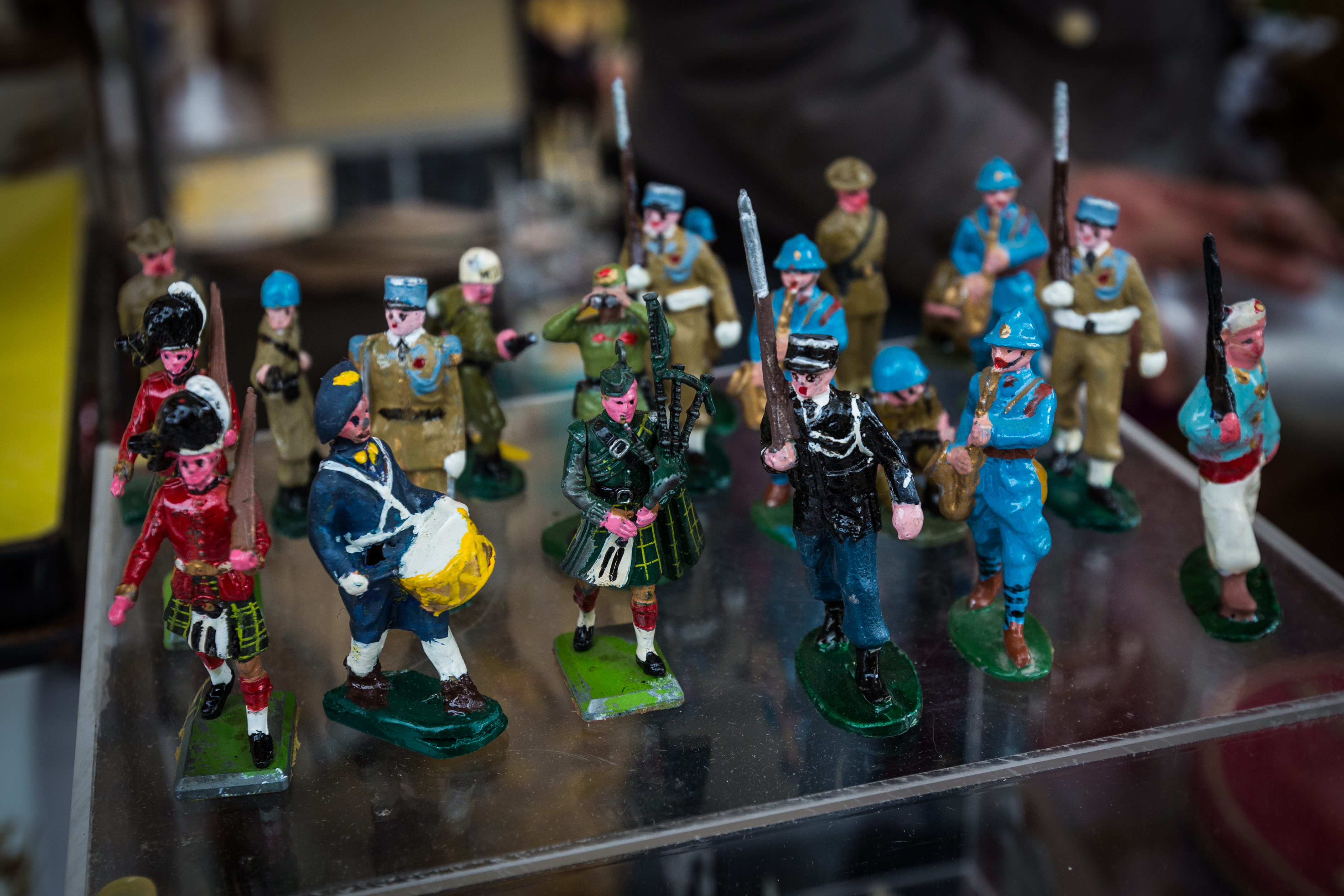
Soldados de plomo

Un soldado de juguete es una figura en miniatura que representa a un soldado. El término se aplica a las representaciones de personales militares, uniformados de todas las épocas, e incluye caballeros, vaqueros, piratas, y otros temas relacionados con el combate. Los soldados de juguete varían de juguetes sencillos a modelos muy realistas y detallados. Estos últimos son de desarrollo más reciente y son a veces llamadas figuras modelo para distinguirlos de los soldados de juguete tradicionales. Los juguetes de mayor escala, como las muñecas y figuras de acción pueden venir vestidos con uniformes militares, pero no se consideran soldados de juguete.
Los soldados de juguete están hechos de todo tipo de material, pero la mayoría son de metal y plástico. Hay muchos tipos diferentes de soldados de juguete, incluyendo soldados de plomo o planos, figuras de metal fundido hueco, figuras de material compuesto, y soldados de plástico. Los soldados de juguete tradicionalmente se vendían en colecciones, pero actualmente, las figuras de colección a menudo se venden por separado. Este tipo de juguetes se pueden observar en algunos museos.